# Tlahab (Pejawaran)
Tlahab is een bestuurslaag in het regentschap Banjarnegara van de provincie Midden-Java, Indonesië. Tlahab telt 1389 inwoners (volkstelling 2010).